# 泉亮之
泉 亮之（いずみ すけゆき、天保9年1月11日（1838年2月5日） - 大正7年（1918年）2月）は、明治から大正前期の彫刻家。

## 略歴
泉亮之は、天保9年1月11日（1838年2月5日）に近江坂田郡息郷村（現滋賀県米原市番場）の泉孫右衛門の長男に生まれ、幼名を豊次郎と称した。泉家は商業に従事する傍らで農業を営んでいた。元々手先が器用な子であったと伝えられ、25歳の時飛騨に商いに出た時、「亮水」と称する彫師の作品に接し深く感銘を受け自らの名を「亮之」と改め、家業を捨て彫刻に専念した。
よく蛇・蝦蟇・髑髏を得意とし、明治24年（1891年）5月10日訪日中のロシア皇太子により泉亮之作品が買い上げられ、この後明治26年（1893年）アメリカで開かれた博覧会に泉亮之の作品が出品され賞を授けられ、またシカゴで開催されたコロンブス上陸400年祭記念博覧会においても、泉亮之の作品は賞牌を得た。世界的にも高い評価を得るに至り、明治33年（1900年）皇太子ご成婚に際して作品奉納を命じられ、大隈重信は泉亮之の作品がついた杖を愛用したと伝えられる。
泉亮之は得意とする髑髏の研究のため塚より頭蓋骨を掘り出し、寝食を忘れ研究を行ったと伝えられる。なお、伊吹山頂に柏原宿の亀屋左京が寄進した石の祠があり、そこに最晩年（大正9年（1920年））の作品である木彫の日本武尊像が祀られていた（現在、日本武尊像は別に保管）。大正7年（1918年）2月死去した、なお一部資料では死亡年が大正9年（1920年）と記されているものがある。

## 関連事項
- 米原市. “広報まいばら 2012.6.15 米原歴史街道87-まいばらの先人 泉亮之”. 2013年7月23日閲覧。
- 毎日新聞社. “毎日JP 2012.11.15 作品展:「番場の彫刻家　泉亮之とその系譜」 米原・伊吹山文化資料館”. 2013年7月23日閲覧。